# Rare Exports: A Christmas Tale
Rare Exports: A Christmas Tale és una pel·lícula de comèdia de terror d'acció i fantasia finlandesa del 2010, escrita i dirigida per Jalmari Helander sobre persones que viuen a prop de la muntanya Korvatunturi de Lapònia que descobreixen el secret que s'amaga darrere del Pare Noel. La pel·lícula està basada en el curtmetratge de 2003 Rare Exports Inc. i en la seva seqüela de 2005 Rare Exports: The Official Safety Instructions de Jalmari Helander i Juuso Helander, sobre una empresa que captura els Pares Noel salvatges i els exporta a l'estranger.

## Argument
Un equip d'investigació angloamericà de l'empresa Subzero està agafant mostres de nucli de perforació a la part superior de Korvatunturi. Es creu que és la llar de Joulupukki, una figura del folklore lapó que va inspirar les versions actuals del Pare Noel. El líder de l'equip, Riley, s'adona que es tracta d'un antic túmul funerari construït pels samis per amagar i empresonar quelcom. Dos nois locals, Juuso i Pietari, observen l'equip treballant i escolten les seves discussions. Quan fugen arriben a una glacera i troben centenars de cadàvers de rens.

## Producció
L'any 2003, la productora finlandesa d'anuncis publicitaris Woodpecker Film va publicar en línia el curtmetratge Rare Exports Inc. Després de l'acollida favorable de l'audiència, Woodpecker Film va produir el curtmetratge seqüela Rare Exports: The Official Safety Instructions el 2005, de nou amb Helander com a guionista i director.
La pel·lícula va guanyar nombrosos reconeixements, entre ells Premi Variety Piazza Grande del Festival Internacional de Cinema de Locarno, i els de millor pel·lícula, millor fotografia i millor direcció al XLIII Festival Internacional de Cinema Fantàstic de Catalunya. L'any 2011, el director Jalmari Helander i el productor Petri Jokiranta van rebre el premi estatal de cinema finlandès per la seva col·laboració.
També va guanyar el Premi del Públic Pegasus al Festival Internacional de Cinema Fantàstic de Brussel·les, i va ser nominada al Premi Saturn de l'Academy of Science Fiction, Fantasy and Horror Films en la categoria de millor pel·lícula internacional.